# Little Voice
Little Voice är en brittisk musikalfilm från 1998 i regi av Mark Herman. I huvudrollerna ses Michael Caine, Brenda Blethyn, Jim Broadbent, Ewan McGregor och Jane Horrocks.

## Handling
Laura Hoff bor tillsammans med sin mor Mari. Lauras favoritsysselsättning är att lyssna på hennes bortgångne fars skivsamling. Hon har lärt sig imitera flera av sångerskorna sång, men gör detta endast när hon är ensam med musiken. Bortsett från sången är Laura så tyst att hennes mor gett henne öknamnet Little Voice eller LV. En dag får talangscouten Ray Say höra Lauras sång.

## Om filmen
Filmen regisserades av Mark Herman, som även skrivit filmens manus, vilket i sin tur baseras på en teaterpjäs skriven av Jim Cartwright.
Michael Caine belönades med en Golden Globe för sin insats i rollen som talangscouten Ray Say. Även Brenda Blethyn uppmärksammades för sin roll som LV:s mamma Mari Hoff. Blethyn nominerades både till en Oscar och en Golden Globe.

## Rollista i urval
- Brenda Blethyn - Mari Hoff
- Jane Horrocks - Laura Hoff / Little Voice "LV"
- Michael Caine - Ray Say
- Ewan McGregor - Billy
- Jim Broadbent - Mr. Boo
- Philip Jackson - George
- Annette Badland - Sadie
- Alex Norton - Bunnie Morris

## Soundtrack
Följande sånger framförs av Horrocks:
- "The Man that Got Away" av Harold Arlen & Ira Gershwin
- "Lover Man (Oh Where Can You Be)" av Jimmy Davis, Jimmy Shern & Roger Ramirez
- "Over the Rainbow" av Harold Arlen & E.Y. Harburg
- "Chicago" av Fred Fisher
- "Big Spender" av Cy Coleman & Dorothy Fields
- "I Wanna Be Loved By You" av Harry Ruby, Herbert Stothart & Bert Kalmar
- "Sing As We Go" av Harry Parr Davies
- "Falling in Love Again" av Frederick Hollander & Samuel Lerner
- "Get Happy" av Harold Arlen & Ted Koehler